# (58498) Octaviopaz
(58498) Octaviopaz est un astéroïde de la ceinture principale.

## Description
(58498) Octaviopaz est un astéroïde de la ceinture principale. Il fut découvert le 2 novembre 1996 à Colleverde par Vincenzo Silvano Casulli. Il présente une orbite caractérisée par un demi-grand axe de 2,73 UA, une excentricité de 0,07 et une inclinaison de 3,9° par rapport à l'écliptique.